# Ямник, Лука
Лука Ямник (словен. Luka Jamnik, родился в 1982 году) — словенский синти-поп-музыкант, клавишник. Выступает в группах Silence и Laibach.

## Музыкальная карьера
В 2004 году появился впервые в группе Silence в качестве приглашённого музыканта на фестивале Vain Tribute Night. Талант музыканта заметили, и он стал полноправным членом коллектива. С 2006 года Ямник выступает в составе Laibach, где он принимал участие в записи песен альбома Volk. Он стал постоянным участником концертного состава группы. 